# مونوكيني

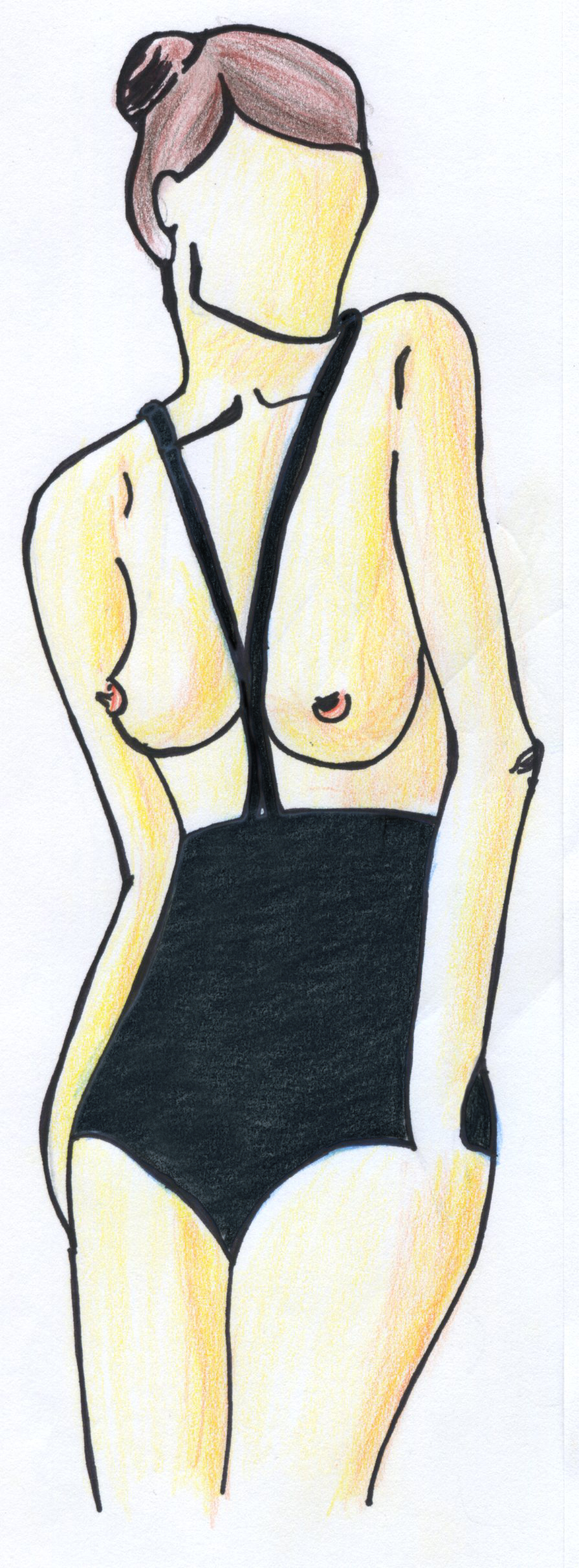
المونوكيني الأصلي للمصمم رودي غيرنرايتش كان بحمالات

مونوكيني (بالإنجليزية: Monokini)‏ هو لباس بحر خاص بالإناث الذي اخترعة رودى جيرنرايتش سنة 1964، والكلمة مشتقة من بيكيني الذي يعني لباس السباحة، ما يميز المونوكيني عن هذا الأخير أنه يحتوي على قطعة واحدة فقط التي تغطي المؤخرة والعضو التناسلي الأنثوي في حين يضل الصدر عاريا،
ومن المعلوم أن هذه الموضة كانت موجودة قبل ظهور هذا النوع من الألبسة في الحضارة الإفريقية، إلا أنها لم تكن موجودة في الحضارات الأخرى، وعند ظهور هذا اللباس كان على شكل لباس سباحة مشابه للبكيني العادي إلا أنه كان بحمالة وصدر مكشوف.